# تاريخ الجزائر القديم والحديث (كتاب)
تاريخ الجزائر في القديم والحديث. هو كتاب في تاريخ الجزائر ألفه الشيخ مبارك محمد الميلي، في ثلاثة أجزاء بدأه بتاريخ الجزائر قبل الإسلام إلى تاريخ الجزائر في العهد العثماني، كتبه بأسلوب أدبي مشوق وممتع.

## تاريخ
لم يكمل الشيخ الكتاب، بل توقف عند ابتداء الدور العثماني، ثم أضاف نجله «محمد بن مبارك الميلي» جزءاً ثالثاً في الدور المذكور.

## ثناء العلماء والأدباء على الكتاب
أثنى الشيخ عبد الحميد بن باديس على الكتاب فقال: «هو أول كتاب صور الجزائر في لغة الضاد صورة تامة سوية بعدما كانت تلك الصورة أشلاء متفرقة هنا وهناك وقد نفخ المؤلف في تلك الصورة من روح الإيمان الديني والوطني ما سيبقيها حية على وجه الدهر تحفظ اسم المؤلف تاجا له في سماء العلا وتخطه بيمينها في كتاب الخالدين».

## مواضيع الكتاب
أقسام الكتب التاريخ
بطاقة الكتاب وفهرس الموضوعات
فهرس الموضوعات
- إهداء الكتاب
- إسداء شكر
- رسالة من الأستاذ عبد الحميد بن باديس إلى المؤلف

الجزء الأول بين يدي الأمير شكيب أرسلان
- شكر واعتذار
- مقدمة الطبعة

الكتاب الأول في تاريخ الجزائر قبل الإستيلاء العربي
- تاريخ الجزائر قبل الإستيلاء العربي

جغرافية الجزائر الطبيعية
- 1 - تمهيد
- 2 - الحدود
- 3 - جو الوطن الجزائري
- 4 - الشاطئ الجزائري
- 5 - جبال الجزائر
- 6 - مياه الجزائر
- 7 - مناظر الجزائر
- 8 - الغابات والنباتات الطبيعية
- 9 - الحيوانات الوحشية
- 10 - المعادن
- 11 - الفلاحة

```

```

الباب الأول في ذكر قدماء الجزائر أهل العصر الحجري
تمهيد
- 1 - أصل قدماء الجزائر
- 2 - آثار قدماء الجزائر
- 3 - حياة قدماء الجزائر
- 4 - ادوار مدنية قدماء الجزائر
- 5 - لغة قدماء الجزائر
- 6 - ديانة قدماء الجزائر.

 الباب الثاني في ذكر البربر
تمهيد
- 1 - أصل البربر
- 2 - هجرة البربر إلى ليبية
- 3 - أوصاف البربر وأخلاقهم
- 4 - القبائل البربرية الكبرى
- 5 - برابرة وطن الجزائر ومراكزهم به
- 6 - الحياة البربرية
- 7 - نظام المجتمع البربري
- 8 - لغة البربر وكتابتهم
- 9 - المعتقد البربري.

 الباب الثالث في ذكر الفينيقيين
تمهيد
- 1 - أصل الفينيقيبين
- 2 - الفينيقيون بالجزائر
- 3 - تأسيس قرطاجنة
- 4 - ممتلكات قرطاجنة بالجزائر
- 5 - اللغة الفينيقية وخطها
- 6 - الديانة الفينيقية
- 7 - نظام الدولة القرطاجنية
- 8 - العمل القرطاجني في العمران والحضارة
- 9 - الحروب القرطاجنية.

-أ - حروب صقلية (536 - 306) ق. م
-ب - الحروب البونيقية
-ج - الحرب البونيقية الاولى (264 - 241)
-د - الحرب البونيقية الثانية (218 - 202)
-هـ - الحرب البونيقية الثالثة (149 - 146)
الباب الرابع في ذكر البربر على عهد قرطاجنة وجمهورية رومة
- 1 - علاقات البربر مع القرطاجنيين
- 2 - الحضارة القرطاجنية بالجزائر
- 3 - تأثير قرطاجنة على البربر في الخط واللغة
- 4 - تأثير قرطاجنة على البربر في العقيدة

-5 - نشوء الممالك البربرية العظمى
- 6 - ذكر بعض رؤساء البربر
- 1 - مطوس
- 2 - نارفاس
- 3 - غولة
- 4 - اصالساس
- 5 - قولوسا
- 6 - لكومسيس
- 7 - صيفاقس
- 8 - فرمينة
- 9 - مصينيسميا
- 10 - مصيبسا
- 11 - هيمصال الأول
- 12 - آذر بعل
- 13 - يوغورطة
- 14 - غودا
- 15 - بوكوس الأول
- 16 - يرباص
- 17 - هيمصال الثاني
- 18 - ماصنته
- 19 - بوكوس الثاني
- 20 - يوبا الأول
- 21 - مصانسيس
- 22 - بوغيد الأول
- 23 - عرابيون
- 24 - بوكوس الثالث
- 25 - يوبا الثاني
- 26 - بطليموس
- 7 - انقراض الممالك البربرية
- 8 - ذكر العواصم الكبرى لملوك البربر
- 1 - قرطة
- 2 - صيغة
- 3 - يول
- 4 - هبون.

```
الباب السادس في ذكر الرومان وحكومتهم بالجزائر
```

- 1 - تمهيد
- 2 - أصل الرومان
- 3 - تأسيس دولة الرومان
- 4 - ديانة الرومان
- 5 - الحياة الرومانية
- 6 - الرومان في أفريقية
- 7 - استيلاء الرومان على الجزائر
- 8 - حدود حكومة الرومان بالجزائر
- 9 - جند الاحتلال
- 10 - النظام الروماني بالجزائر
- 11 - جمهورية المدن الخمس
- 12 - الحياة الرومانية بالجزائر
- 13 - الحياة البربرية تحت السلطة الرومانية
- 14 - الثورات بالوطن البربري
- 15 - العمران الروماني بالجزائر
- 16 - اللغة والآداب الرومانية بالجزائر
- 17 - ديانة الرومان بالجزائر
- 18 - الديانة المسيحية
- 19 - الديانة المسيحية بالجزائر
- 20 - المسيحية والوثنية بالجزائر
- 21 - ذكر بعض رجال البربر في الدور الروماني
- 22 - سقوط حكومة الرومان بالجزائر
- 23 - الحضارة الرومانية والبربر
- 24 - ذكر اباطرة رومة مدة الاستيلاء على الجزائر.

الباب السابع في ذكرى الوندال ومدل امرهم
- 1 - تمهيد
- 2 - أصل الوندال
- 3 - ديانة الوندال
- استيلاء الوندال على الجزائر
- 3 - ديانة الوندال
- 5 - تأسيس حكومة الوندال
- 6 - نظام دولة الوندال
- 7 - ملوك الوندال وسياستهم
- 8 - اعمال الوندال
- 9 - ثورات البربر
- 10 - انتهاء دولة الوندال.

الباب الثامن في ذكرى دولة الروم
- 1 - تمهيد
- 2 - بيزنطة
- 3 - الروم في أفريقية
- 4 - الروم بالجزائر
- 5 - أمراء البربر في العصر الرومي
- 6 - حروب الروم والبربر
- 7 - البناءات والاستحكامات الرومية بالجزائر

8 - الحالة الدينية في العهد الرومي
- 9 - الحالة الاجتماعية بالجزائر
- 10 - السلطة الرومية وانقراضها من الجزائر.

الكتاب الثاني في العصر العربي
الباب الأول في غزو العرب لافريقية وتأسيس امارتهم فيها
- 1 - جزيرة العرب
- 2 - العرب قبل الإسلام
- 3 - العرب بعد الإسلام
- 4 - العرب في أفريقية
- 5 - العرب في الجزائر
- 6 - الجزائر تحت ملوك البربر
- 7 - الفتح العربي
- 8 - البربر والإسلام
- 9 - الفتح العربي والحضارات القديمة
- 10 - العرب والبربر بعد الفتح
- 11 - ولاة المغرب من قبل الخلفاء.

الباب الثاني في الدولة الرستمية
- 1 - تمهيد
- 2 - الخوارج
- 3 - الخوارج بالمغرب
- 4 - الإمارات الاباضية
- 5 - تأسيس الدولة الرستمية
- 6 - المملكة الرستمية
- 7 - الحكومة الرستمية
- 8 - الايمة الرستميون
- 9 - الاقتصاد والحضارة
- 10 - العلوم والآداب
- 11 - أبو عبد الرحمن بكر بن حماد التاهرتي
- 12 - الحروب والفتن
- 13 - سقوط الدولة الرستمية
- 14 - تيهرت.

الباب الثالث في الدولة الادريسية
- 1 - تمهيد
- 2 - تأسيس الدولة الادريسية
- 3 - الحكومة الادريسية
- 4 - العلويون بالمغرب الأوسط
- 5 - ممالك بنى محمد بن سليمان
- 6 - سقوط الدولة الادريسية.

الباب الرابع في الدولة الاغلبية
- 1 - كلمة عن الدولة العباسية
- 2 - تأسيس الدولة الاغلبية
- 3 - الحكومة الاغلبية
- 4 - الجزائر الاغلبية
- 5 - سقوط الدولة الاغلبية.

الباب الخامس في الدولة العبيدية
- 1 - تمهيد
- 2 - الشيعة الاسماعيلية بالجزائر
- 3 - تأسيس الدولة العبيدية
- 4 - الحكومة العبيدية
- 5 - تيهرت العبيدية وزناتة
- 6 - العبيديون وجبل اوراس
- 7 - الجزائر بين العبيديين والامويين
- 8 - امارة بني حمدون بالمسيلة
- 9 - الجزائر الصنهاجية
- 10 - الحالة السياسية والمالية بالجزائر العربية
- 11 - الحالة العلمية والدينية
- 12 - سيادة العرب بالبحر الرومي.

الباب السادس في نزوح الهلاليين إلى المغرب
- 1 - تمهيد
- 2 - نزوح الهلاليين إلى افريفية
- 3 - الهلاليون بالجزائر
- 4 - نتائج النزوح الهلالي
- 5 - الحياة الهلالية.

الهلاليون ومواطنهم بالجزائر
 الكتاب الثالث في العصر البربري
```
الباب الأول في القبائل البربرية الجزائرية
```

- 1 - تمهيد
- 2 - زناتة
- 3 - صنهاجة
- 4 - كتامة وزواوه
- 5 - لواتة ونفزاوة
- 6 - بنو فاتن
- 7 - هوارة
- 8 - مصمودة وبقية القبائل.

الباب الثاني في الدولة الحمادية
- 1 - تمهيد
- 2 - تأسيس الدولة الحمادية
- 3 - المملكة الحمادية
- 4 - الحكو مة الحمادية
- 5 - ملوك الدولة الحمادية
- 6 - العرب ايام الحماديين
- 7 - زناتة ايام الحماديين
- 8 - الحماديون والمسيحيون
- 9 - العمران والحضارة
- 10 - العلوم والاداب
- 11 - سقوط الدولة الحمادية
- 12 - العواصم الصنهاجية بالجزائر.

الباب الثالث في دولة المرابطين
- 1 - تمهيد
- 2 - المرابطون
- 3 - المرابطون بتلمسان
- 4 - حكومة المرابطين
- 5 - امراء المرابطين
- 6 - سقوط دولة المرابطين.

الباب الرابع في الدولة الموحدية المومنية
- 1 - تمهيد
- 2 - تأسيس الدولة الموحدية المؤمنية
- 3 - الحكومة الموحدية المؤمنية
- 4 - عبد المؤمن وبنوه
- 5 - ولاة الجزائر المؤمنية
- 6 - ثورة ابن غانية
- 7 - العرب في الدولة المؤمنية
- 8 - البربر في الدولة المؤمنية
- 9 - المسيحية والاسرائلية
- 10 - الاقتصاد والعمران والحضارة
- 11 - العلوم والآداب
- 12 - الاعتقادات والمذاهب الفقهية
- 13 - التصوف والصوفية
- 14 - سقوط الدولة المؤمنية

الباب الخامس في أحوال العرب لعهد الحفصيين والزيانيين والمرينييين
- 1 - تمهيد
- 2 - رياح والاثبج وسليم
- 3 - رياح والإصلاح
- 4 - امارة بني مزني ببسكرة
- 5 - رئاسة الثعالبة بمتيجة واخبار المعقل
- 6 - زغبة

```
الباب السادس في الدولة الحفصية
```

- 1 - تأسيس الدولة الحفصية
- 2 - الحكومة الحفصية
- 3 - ولاة الجزائر الحفصية
- 4 - رؤساء القبائل
- 5 - الحفصيون وزناتة
- 6 - سقوط الدولة الحفصية

```
الباب السابع في دولة بني مرين
```

- 1 - بنو مرين
- 2 - بنو مرين بالجزائر
- 3 - استيلاء أبي الحسن على الجزائر
- 4 - استيلاء أبي عنان على الجزائر
- 5 - الاستيلاءات الاخيرة على تلمسان.

الباب الثامن في دولة بني زيان
- 1 - تأسيس الدولة الزيانية
- 2 - المملكة الزيانية
- 3 - عاصمة المملكة الزيانية
- 4 - الحكومة الزيانية ومشاهير من رجالها
- 5 - ملوك آل زيان
- 6 - مغراوة وبنو زيان
- 7 - توجين وبنو زيان
- 8 - الثوار من بني زيان
- 9 - الاقتصاد والعمران والحضارة
- 10 - سقوط الدولة الزيانية
- 11 - الحركة العلمية والادبية بالجزائر البربرية
- 12 - الحياة الدينية بالجزائر البريرية
- 13 - سيادة البربر بالبحر الرومي.